# Dave Eggers
Dave Eggers (ur. 8 stycznia 1970 w Chicago, Illinois) – amerykański pisarz prozaik i wydawca. W 1993 roku założył pismo „Might” szeroko opisane we Wstrząsającym dziele kulejącego geniusza. Obecnie zajmuje się wydawaniem kwartalnika „McSweeney”. Wydane w roku 2000 i gorąco przyjęte na całym świecie Wstrząsające dzieło... uhonorowane zostało nagrodą Amerykańskiej Akademii Literatury i Sztuki.